# 吉四六漬

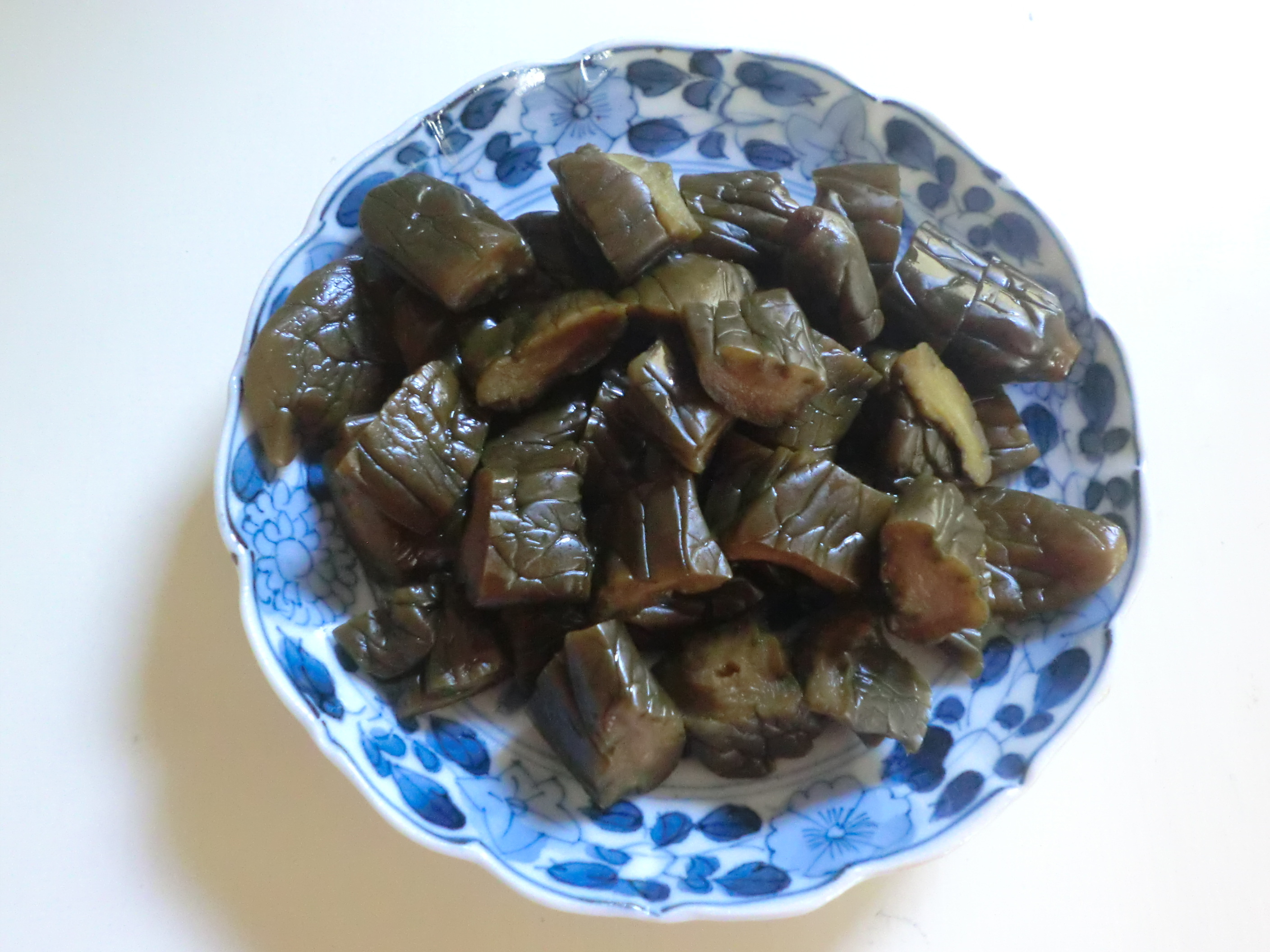
吉四六漬（きゅうり）

吉四六漬（きっちょむづけ）は、かつて大分県玖珠郡玖珠町の玖珠九重農業協同組合（JA玖珠九重）が製造していたもろみ漬の漬物である。

## 概要
大根、人参等の根菜類や、キュウリ、セロリ等をもろみ味噌に漬け込んだもので、大分県を代表する漬物である。また、大分県で1980年（昭和55年）に始められた一村一品運動によって広まった代表的な特産品でもある。
1978年、JA玖珠九重の前身である玖珠町農協が、玖珠町内の食品加工会社の経営を引き継いだことをきっかけに、製造・販売を始めた。1991年度には朝日農業賞を受賞している。吉四六漬という名称は、とんち話で知られる豊後国野津院（現在の大分県臼杵市野津地区）の吉四六さんにちなむものであり、1993年（平成5年）11月30日に商標登録されている（商標登録番号第2598305号及び第2598306号）。パッケージは、幼少期を大分県で過ごした漫画家富永一朗の手による。
原料である野菜の生産者の減少、減塩志向による売り上げ減、従業員の確保困難等のため、2020年9月末で販売を終了した。

## 吉四六漬が登場する作品
- 若杉公徳の漫画『デトロイト・メタル・シティ』の主人公は大分県大野郡犬飼町（現豊後大野市）出身という設定で、実家からの仕送りで吉四六漬が送られてくる[10]。